# Aristolochia paecilantha
Aristolochia paecilantha Boiss. – gatunek rośliny z rodziny kokornakowatych (Aristolochiaceae Juss.). Występuje naturalnie w Syrii, Libanie, Izraelu, Turcji oraz Iraku.

## Morfologia
PokrójBylina pnąca o lekko owłosionych pędach. Dorasta do 15–45 cm wysokości.
LiścieMają deltoidalny kształt. Mają 2–12 cm długości oraz 1,5–10 cm szerokości. Są skórzasteNasada liścia ma sercowaty kształt. Falistobrzegie, z ostrym wierzchołkiem.
KwiatyPojedyncze. Mają jasnozieloną barwę z brązowo-purpurowymi plamkami. Dorastają do 40–60 mm długości. Mają kształt wygiętej tubki.
OwoceTorebki o podłużnym kształcie. Mają 3–3,5 cm długości i 2–2,5 cm szerokości.

## Biologia i ekologia
Rośnie na skalistych zboczach i w zaroślach. Występuje na wysokości od 800 do 1000 m n.p.m. Kwitnie w maju